# Малий Лабиш
Малий Лаби́ш (рос. Малый Лабыш) — селище у складі Таштагольського району Кемеровської області, Росія. Входить до складу Кизил-Шорського сільського поселення.

## Населення
Населення — 11 осіб (2010; 14 у 2002).
Національний склад (станом на 2002 рік):
- шорці — 79 %